# Параметризованный постньютоновский формализм
Параметризо́ванный постнью́тоновский формали́зм (ППН формали́зм) — версия постньютоновского формализма, применимая не только к общей теории относительности, но и к другим метрическим теориям гравитации, когда движения тел удовлетворяют принципу эквивалентности Эйнштейна. В таком подходе явно выписываются все возможные зависимости гравитационного поля от распределения материи вплоть до соответствующего порядка обратного квадрата скорости света {\displaystyle c^{-2}} (точнее, скорости гравитации, при этом обычно ограничиваются первым порядком) и составляется наиболее общее выражение для решения уравнений гравитационного поля и движения материи. Различные теории гравитации при этом предсказывают различные значения коэффициентов — так называемых ППН параметров — в общих выражениях. Это приводит к потенциально наблюдаемым эффектам, экспериментальные ограничения на величину которых приводят к ограничениям на ППН параметры, и соответственно — к ограничениям на теории гравитации, их предсказывающие. Можно сказать, что ППН параметры описывают различия между ньютоновой и описываемой теорией гравитации. ППН формализм применим когда гравитационные поля слабы, а скорости движения формирующих их тел малы по сравнению со скоростью света (точнее, скоростью гравитации) — каноническими примерами применения являются движение Солнечной системы и систем пульсаров в двойных системах.

## История
Первая параметризация постньютоновского приближения принадлежит перу Эддингтона (Eddington, 1922). В ней рассматривалось, впрочем, только гравитационное поле в вакууме вокруг сферически-симметричного статического тела. Нордтведт (Nordtvedt, 1968, 1969) расширил формализм до 7 параметров, а Уилл (Will, 1971) ввёл в него описание небесных тел как протяжённых распределений тензора энергии-импульса.
Версии формализма, применяющиеся чаще всего и описанные ниже, базируются на работах Ни (Ni, 1972), Уилла и Нордтведта (Will & Nordtvedt, 1972), Мизнера, Торна и Уилера Гравитация, и Уилла, и имеют 10 параметров.

## Бета-дельта вариант (Beta-delta notation)
Десять постньютоновских параметров (ППН параметров) полностью характеризуют поведение подавляющего большинства метрических теорий гравитации в пределе слабого поля. ППН формализм показал себя ценным инструментом для проверки общей теории относительности. В обозначениях Уилла (Will, 1971), Ни (Ni, 1972) и Мизнера, Торна и Уилера (Misner et al., 1973) ППН параметры имеют условно следующее значение:
| {\displaystyle \gamma }     | Насколько сильная пространственная кривизна в {\displaystyle g_{ij}} генерируется единицей массы покоя?                                          |
| {\displaystyle \beta }      | Насколько велика нелинейность в {\displaystyle g_{00}} при сложении гравитационных полей?                                                        |
| {\displaystyle \beta _{1}}  | Как много тяготения в {\displaystyle g_{00}} производится единицей кинетической энергии {\displaystyle \textstyle {\frac {1}{2}}\rho _{0}v^{2}}? |
| {\displaystyle \beta _{2}}  | Как много тяготения в {\displaystyle g_{00}} производится единицей гравитационной потенциальной энергии {\displaystyle \rho _{0}/U}?             |
| {\displaystyle \beta _{3}}  | Как много тяготения в {\displaystyle g_{00}} производится единицей внутренней энергии тела {\displaystyle \rho _{0}\Pi }?                        |
| {\displaystyle \beta _{4}}  | Как много тяготения в {\displaystyle g_{00}} производится единицей давления {\displaystyle p}?                                                   |
| {\displaystyle \zeta }      | Разница между проявлением радиальной и трансверсальной кинетической энергией в тяготении в {\displaystyle g_{00}}                                |
| {\displaystyle \eta }       | Разница между проявлением радиальных и трансверсальных напряжений в тяготении в {\displaystyle g_{00}}                                           |
| {\displaystyle \Delta _{1}} | Как много увлечения инерциальных систем отсчёта в {\displaystyle g_{0j}} производится единицей импульса {\displaystyle \rho _{0}v}?              |
| {\displaystyle \Delta _{2}} | Разница между степенью увлечения инерциальных систем отсчёта в радиальном и трансверсальном направлении                                          |

{\displaystyle g_{\mu \nu }} — симметричный метрический тензор 4 на 4, а пространственные индексы {\displaystyle i} и {\displaystyle j} пробегают значения от 1 до 3.
В теории Эйнштейна эти параметры соответствуют тому, что (1) для малых скоростей движения тел и их масс восстанавливается ньютоново тяготение, (2) выполняются законы сохранения энергии, массы, импульса и момента импульса, и (3) уравнения теории не зависят от системы отсчёта. В таких обозначениях общая теория относительности имеет ППН параметры
{\displaystyle \gamma =\beta =\beta _{1}=\beta _{2}=\beta _{3}=\beta _{4}=\Delta _{1}=\Delta _{2}=1} и {\displaystyle \zeta =\eta =0}.

## Альфа-дзета вариант (Alpha-zeta notation)
В более современной версии (Will & Nordtvedt, 1972), используемой также в работах Уилла (1981, 2014), применяется другой эквивалентный набор из 10 ППН параметров.
{\displaystyle \gamma =\gamma },
{\displaystyle \beta =\beta },
{\displaystyle \alpha _{1}=7\Delta _{1}+\Delta _{2}-4\gamma -4},
{\displaystyle \alpha _{2}=\Delta _{2}+\zeta -1},
{\displaystyle \alpha _{3}=4\beta _{1}-2\gamma -2-\zeta },
{\displaystyle \zeta _{1}=\zeta },
{\displaystyle \zeta _{2}=2\beta +2\beta _{2}-3\gamma -1},
{\displaystyle \zeta _{3}=\beta _{3}-1},
{\displaystyle \zeta _{4}=\beta _{4}-\gamma },
{\displaystyle \xi } получается из {\displaystyle 3\eta =12\beta -3\gamma -9+10\xi -3\alpha _{1}+2\alpha _{2}-2\zeta _{1}-\zeta _{2}}.
Смысл параметров {\displaystyle \alpha _{1}}, {\displaystyle \alpha _{2}} и {\displaystyle \alpha _{3}} при этом — степень проявления эффектов предпочтительной системы отсчёта (эфира). {\displaystyle \zeta _{1}}, {\displaystyle \zeta _{2}}, {\displaystyle \zeta _{3}}, {\displaystyle \zeta _{4}} и {\displaystyle \alpha _{3}} измеряют степень нарушения законов сохранения энергии, импульса и момента импульса.
В этих обозначениях ППН параметры ОТО есть
{\displaystyle \gamma =\beta =1} и {\displaystyle \alpha _{1}=\alpha _{2}=\alpha _{3}=\zeta _{1}=\zeta _{2}=\zeta _{3}=\zeta _{4}=\xi =0}.
Вид метрики альфа-дзета варианта:
{\displaystyle {\begin{matrix}g_{00}=-1+2U-2\beta U^{2}-2\xi \Phi _{W}+(2\gamma +2+\alpha _{3}+\zeta _{1}-2\xi )\Phi _{1}+2(3\gamma -2\beta +1+\zeta _{2}+\xi )\Phi _{2}\\\ +2(1+\zeta _{3})\Phi _{3}+2(3\gamma +3\zeta _{4}-2\xi )\Phi _{4}-(\zeta _{1}-2\xi )A-(\alpha _{1}-\alpha _{2}-\alpha _{3})w^{2}U\\\ -\alpha _{2}w^{i}w^{j}U_{ij}+(2\alpha _{3}-\alpha _{1})w^{i}V_{i}+O(\varepsilon ^{3})\end{matrix}}}
{\displaystyle g_{0i}=-\textstyle {\frac {1}{2}}(4\gamma +3+\alpha _{1}-\alpha _{2}+\zeta _{1}-2\eta )V_{i}-\textstyle {\frac {1}{2}}(1+\alpha _{2}-\zeta _{1}+2\xi )W_{i}-\textstyle {\frac {1}{2}}(\alpha _{1}-2\alpha _{2})w^{i}U-\alpha _{2}w^{j}U_{ij}+O(\varepsilon ^{\frac {5}{2}})\;,}
{\displaystyle g_{ij}=(1+2\gamma U)\delta _{ij}+O(\varepsilon ^{2})\;},
где по повторяющимся индексам предполагается суммирование, {\displaystyle \varepsilon ^{2}} определяется как максимальное в системе значение ньютонова потенциала {\displaystyle U}, квадрата скорости материи или подобных величин (они все имеют один порядок величины), {\displaystyle w^{i}} — скорость ППН координатной системы относительно выделенной системы покоя, {\displaystyle w^{2}=w^{i}w^{j}\delta _{ij}} — квадрат этой скорости, а {\displaystyle \delta _{ij}=1} если {\displaystyle i=j} и {\displaystyle 0} в противоположном случае — символ Кронекера.
Есть только десять простых метрических потенциалов: {\displaystyle U}, {\displaystyle U_{ij}}, {\displaystyle \Phi _{W}}, {\displaystyle A}, {\displaystyle \Phi _{1}}, {\displaystyle \Phi _{2}}, {\displaystyle \Phi _{3}}, {\displaystyle \Phi _{4}}, {\displaystyle V_{i}} и {\displaystyle W_{i}}, столько же, как и ППН параметров, что гарантирует единственность ППН решения для каждой теории гравитации. Форма этих потенциалов напоминает гравитационный потенциал ньютоновской теории — они равны определённым интегралам по распределению материи, например,
{\displaystyle U(\mathbf {x} ,t)=\int {\rho _{0} \over |\mathbf {x} -\mathbf {x} '|}d^{3}x'.}
Полный список определений метрических потенциалов см. в работах Мизнера, Торна, Уилера (Misner et al., 1973), Уилла (1981, 2014) и др.

## Процедура получения ППН параметров из теории гравитации
Примеры анализа можно найти в книге Уилла, 1981. Процесс состоит из девяти стадий:
- Шаг 1: Определение переменных: (a) динамические гравитационные переменные, такие как метрика {\displaystyle g_{\mu \nu }}, гравитационное скалярное {\displaystyle \phi }, векторное {\displaystyle K_{\mu }} и/или тензорное поле {\displaystyle B_{\mu \nu }} и т. п.; (b) переменные предпочтительной геометрии, такие как плоская фоновая метрика {\displaystyle \eta _{\mu \nu }}, космологическое время {\displaystyle t} и т. п.; (c) переменные материальных (негравитационных) полей.
- Шаг 2: Установление космологических граничных условий: предполагая вселенную Фридмана (однородную и изотропную), вводим изотропные координаты в системе покоя Вселенной (полное космологическое решение для этого нужно не всегда). Полученные фоновые космологические поля называем {\displaystyle g_{\mu \nu }^{(0)}={\mbox{diag}}(-c_{0},c_{1},c_{1},c_{1})}, {\displaystyle \phi _{0}}, {\displaystyle K_{\mu }^{(0)}}, {\displaystyle B_{\mu \nu }^{(0)}}.
- Шаг 3: Вводим новые переменные {\displaystyle h_{\mu \nu }=g_{\mu \nu }-g_{\mu \nu }^{(0)}}, а если необходимо, то и {\displaystyle \phi -\phi _{0}}, {\displaystyle K_{\mu }-K_{\mu }^{(0)}}, {\displaystyle B_{\mu \nu }-B_{\mu \nu }^{(0)}}.
- Шаг 4: Подставляем полученные выражения и тензор энергии-импульса материи (обычно идеальной жидкости) в уравнения гравитационного поля и отбрасываем члены слишком высокого порядка для {\displaystyle h_{\mu \nu }} и прочих динамических гравитационных переменных.
- Шаг 5: Решаем уравнения для {\displaystyle h_{00}} с точностью до {\displaystyle O(2)}. Предполагая эту величину стремящейся к нулю вдали от системы, получаем форму {\displaystyle h_{00}=2\alpha U}, где {\displaystyle U} — гравитационный потенциал Ньютона, а {\displaystyle \alpha } может быть сложной функцией, включающей гравитационную «постоянную» {\displaystyle G}. Ньютонова метрика имеет форму {\displaystyle g_{00}=-c_{0}+2\alpha U}, {\displaystyle g_{0j}=0}, {\displaystyle g_{ij}=\delta _{ij}c_{1}}. Переходим к единицам, в которых гравитационная «постоянная», измеренная сейчас вдали от гравитирующей материи, равна единице {\displaystyle G_{\mbox{today}}=\alpha /c_{0}c_{1}=1}.
- Шаг 6: Из линеаризованной версии полевых уравнений получаем {\displaystyle h_{ij}} с точностью до {\displaystyle O(2)} и {\displaystyle h_{0j}} с точностью до {\displaystyle O(3)}.
- Шаг 7: Находим {\displaystyle h_{00}} с точностью до {\displaystyle O(4)}. Это самый сложный этап, так как уравнения тут становятся нелинейными. Тензор энергии-импульса также нужно разложить до нужного порядка.
- Шаг 8: Переходим в стандартную ППН калибровку.
- Шаг 9: Сравнивая результирующую метрику {\displaystyle g_{\mu \nu }} с известным ППН выражением, определяем ППН параметры теории.

## Сравнение теорий гравитации
Таблица, представляющая ППН параметры 23 теорий гравитации, находится в статье «Альтернативные теории гравитации».
Большинство метрических теорий можно разделить по нескольким категориям. Скалярные теории гравитации включают конформно-плоские теории и стратифицированные теории с пространственными сечениями, строго ортогональными временному направлению.
В конформно-плоских теориях, например, теориях Нордстрёма, метрика равна {\displaystyle \mathbf {g} =f{\boldsymbol {\eta }}} и поэтому {\displaystyle \gamma =-1}, что абсолютно несовместимо с наблюдениями. В стратифицированных теориях, например, теории Йилмаза, метрика равна {\displaystyle \mathbf {g} =f_{1}\mathbf {d} t\otimes \mathbf {d} t+f_{2}{\boldsymbol {\eta }}} и, следовательно, {\displaystyle \alpha _{1}=-4(\gamma +1)}, что опять-таки противоречит наблюдениям.
Другой класс теорий — квазилинейные теории типа теории Уайтхэда. Для них {\displaystyle \xi =\beta }. Так как относительные амплитуды гармоник земных приливов зависят от {\displaystyle \xi } и {\displaystyle \alpha _{2}}, то их измерения позволяют отклонить все подобные теории, исключая такое большое значение {\displaystyle \xi }.
Ещё один класс теорий — биметрические теории. Для них {\displaystyle \alpha _{2}} не равно 0. Из данных по прецессии оси вращения миллисекундных пульсаров мы знаем, что {\displaystyle |\alpha _{2}|<2\cdot 10^{-9}}, и это эффективно отклоняет биметрические теории.
Далее идут скалярно-тензорные теории, например, теория Бранса — Дике. Для таких теорий в первом приближении {\displaystyle \gamma =\textstyle {\frac {1+\omega }{2+\omega }}}. Предел {\displaystyle \gamma -1<2.3\times 10^{-5}} даёт очень малое {\displaystyle 1/\omega }, которое характеризует степень «скалярности» гравитационного взаимодействия, а по мере уточнения экспериментальных данных предел на {\displaystyle \omega } всё продолжает увеличиваться, так что такие теории становятся всё менее вероятными.
Последний класс теорий — векторно-тензорные теории. Для них гравитационная «постоянная» изменяется со временем и {\displaystyle \alpha _{2}} не равно 0. Лазерная локация Луны сильно ограничивает вариацию гравитационной «постоянной» и {\displaystyle |\alpha _{2}|<2\cdot 10^{-9}}, так что эти теории также не выглядят надёжными.
Некоторые метрические теории не попадают в выделенные категории, но имеют подобные проблемы.

## Экспериментальные ограничения на ППН параметры
Значения взяты из обзора Уилла, 2014
| Параметр                    | Границы                          | Эффекты                                        | Эксперимент                                                |
| --------------------------- | -------------------------------- | ---------------------------------------------- | ---------------------------------------------------------- |
| {\displaystyle \gamma -1}   | {\displaystyle 2.3\cdot 10^{-5}} | Эффект Шапиро, Гравитационное отклонение света | Траектория «Кассини — Гюйгенса»                            |
| {\displaystyle \beta -1}    | {\displaystyle 8\cdot 10^{-5}}   | Эффект Нордтведта, Сдвиг перигелия             | Лазерная локация Луны, движения планет в Солнечной системе |
| {\displaystyle \xi }        | {\displaystyle 4\cdot 10^{-9}}   | Прецессия оси вращения                         | Миллисекундные пульсары                                    |
| {\displaystyle \alpha _{1}} | {\displaystyle 4\cdot 10^{-5}}   | Сдвиг плоскости орбиты                         | Лазерная локация Луны, пульсар J1738+0333                  |
| {\displaystyle \alpha _{2}} | {\displaystyle 2\cdot 10^{-9}}   | Прецессия оси вращения                         | Миллисекундные пульсары                                    |
| {\displaystyle \alpha _{3}} | {\displaystyle 4\cdot 10^{-20}}  | Самоускорение                                  | Статистика замедления пульсаров                            |
| {\displaystyle \zeta _{1}}  | {\displaystyle 0.02}             | -                                              | Комбинированный предел разных экспериментов                |
| {\displaystyle \zeta _{2}}  | {\displaystyle 4\cdot 10^{-5}}   | Ускорение двойных пульсаров                    | PSR 1913+16                                                |
| {\displaystyle \zeta _{3}}  | {\displaystyle 10^{-8}}          | Третий закон Ньютона                           | Ускорение Луны                                             |
| {\displaystyle \zeta _{4}}  | {\displaystyle 0.006}‡           | -                                              | Не является независимым                                    |

‡ По {\displaystyle 6\zeta _{4}=3\alpha _{3}+2\zeta _{1}-3\zeta _{3}} из работ Уилла (1976, 2014). Теоретически в некоторых теориях гравитации возможен обход этого ограничения, тогда применим более слабый предел {\displaystyle |\zeta _{4}|<0.4} из статьи Ни (1972).